# Northampton-Klasse
Die Northampton-Klasse war eine Klasse von sechs Schweren Kreuzern der United States Navy. Die Schiffe wurden zwischen den Weltkriegen gebaut und im Zweiten Weltkrieg eingesetzt. Die Northampton-Klasse war die zweite Klasse amerikanischer Kreuzer, die unter den Einschränkungen des Washingtoner Flottenabkommens gebaut wurde, und Vorgänger der Portland-Klasse.

## Entwurf
Mit den Entwurfsarbeiten für die Northampton-Klasse wurde nach der Fertigstellung der vorangegangenen Pensacola-Klasse begonnen. Die Hauptbewaffnung wurde um ein Geschütz auf neun Stück verringert. Da alle Geschütze in Drillingstürmen aufgestellt waren, konnte ein Geschützturm eingespart werden. Insgesamt führten die Änderungen gegenüber der Pensacola-Klasse zu Gewichtseinsparungen von über 200 Tonnen. Ein Teil des Gewichtes wurde verwendet, um den Splitterschutz zu verbessern. Einen vollwertigen Panzerschutz gegen 203-mm-Granaten hielt man aber in den gegebenen Gewichtsgrenzen für nicht erreichbar. Zu diesem Zeitpunkt war noch nicht klar, dass die Standardverdrängung der Klasse fast 1.000 Tonnen unter der Vertragshöchsgrenze von 10.160 Tonnen lag.

## Technische Daten
Die Standardverdrängung der Schiffe betrug 9.195 Tonnen. Sie waren über alles 183 m lang, 20,1 m breit und gingen im Mittel 5,9 m tief. Ein langes Vordeck zog sich bis zum vorderen der beiden Schornsteine.
Die Antriebsanlage bestand aus acht Kesseln und vier Turbinen, die über vier Wellen 107.000 Wellen-PS entwickelten, was eine Geschwindigkeit von 32,5 Knoten ermöglichte. Es gab zwei Kesselräume mit je vier Kesseln und zwei Turbinenräume mit je zwei Turbinen. Kessel- und Turbinenräume waren abwechselnd hintereinander angeordnet (Einheitenprinzip), was die Überlebensfähigkeit im Fall von Gefechtsschäden verbesserte.
Die Panzerung umfasste einen 76 mm starken, 4 m hohen Gürtel in der Wasserlinie längs der Maschinenräume. Die Munitionskammern hatten einen Seitenschutz von 95 mm Dicke. Die Deckspanzerung war über den Maschinenräumen 25 mm und über den Munitionskammern 51 mm dick. Die Türme der Hauptartillerie hatten 64 mm Panzer an den Frontseiten und 51 mm auf der Decke. Der Kommandostand hatte eine Panzerung von 203 mm. Insgesamt wog die Panzerung ca. 1100 Tonnen.
Die Hauptbewaffnung bestand aus neun 203-mm-Geschützen in drei Drillingstürmen. Bei ihrer Fertigstellung verfügten die Schiffe nur über ein Feuerleitgerät Mk 24 für die Hauptartillerie. Als Flak trugen die Schiffe vier 127-mm-Mehrzweckgeschütze in offenen Einzellafetten hinter dem achteren Schornstein. Außerdem waren drei Drillings-Torpedorohrsätze an Bord.
Die Schiffe trugen vier Bordflugzeuge und zwei Katapulte. Die Flugzeuge konnten wettergeschützt in zwei Hangars untergebracht werden, die rund um den achteren Schornstein errichtet war. Die Katapulte standen an den Schiffseiten in der Lücke zwischen dem Ende des Vorderdecks und der Vorderkante des Hangars auf hohen Podesten.

## Modifizierungen
1933 wurden die Torpedorohre im Austausch gegen zwei Feuerleitgeräte Mk 19 für die schwere Flak und vier 12,7-mm-MG an Land gegeben; 1935 kamen vier weitere 127-mm-Geschütze rund um den achteren Schornstein hinzu. Die Fla-Bewaffnung sollte durch vier Stück 28-mm-Vierlinge weiter verstärkt werden. Da an diesen Geschützen Mangel herrschte, wurden teilweise als Übergangslösung 76-mm-L/50-Flak eingebaut. Im weiteren Kriegsverlauf kamen 20-mm-Oerlikon- und 40-mm-Bofors-Geschütze hinzu, die 28-mm-Flak kamen von Bord.

## Liste der Schiffe
Die Augusta wurde während des Krieges im Atlantik, im Mittelmeer und in nordeuropäischen Gewässern eingesetzt. Die übrigen Schiffe wurden im Pazifik verwendet.
| Name                | Bauwerft                                | Kiellegung         | Stapellauf        | Indienststellung | Verbleib |
| ------------------- | --------------------------------------- | ------------------ | ----------------- | ---------------- | --- |
| Northampton (CA-26) | Fore River Shipyard, Quincy             | 12. April 1928     | 5. September 1929 | 17. Mai 1930     | Am 30. November 1942 in der Schlacht bei Tassafaronga versenkt                                                   |
| Chester (CA-27)     | New York Shipbuilding, Camden           | 6. März 1928       | 3. Juli 1929      | 24. Juni 1930    | Außerdienststellung am 10. Juni 1946, gestrichen am 1. März 1959, später abgebrochen                             |
| Louisville (CA-28)  | Puget Sound Navy Yard                   | 4. Juli 1928       | 1. September 1930 | 15. Januar 1931  | Außerdienststellung am 17. Juni 1946, gestrichen am 1. März 1959, später abgebrochen                             |
| Chicago (CA-29)     | Mare Island Naval Shipyard              | 10. September 1928 | 10. April 1930    | 9. März 1931     | Am 30. Januar 1943 in der Schlacht bei Rennell Island durch Torpedotreffer jap. Flugzeuge versenkt               |
| Houston (CA-30)     | Newport News Shipbuilding, Newport News | 1. Mai 1928        | 7. September 1929 | 17. Juni 1930    | Am 1. März 1942, während der Schlacht in der Sundastraße von den japanischen Kreuzern Mogami und Mikuma versenkt |
| Augusta (CA-31)     | Newport News Shipbuilding, Newport News | 2. Juli 1928       | 1. Februar 1930   | 30. Januar 1931  | Außerdienststellung am 16. Juli 1946, gestrichen am 1. März 1959, später abgebrochen                             |

## Bilder

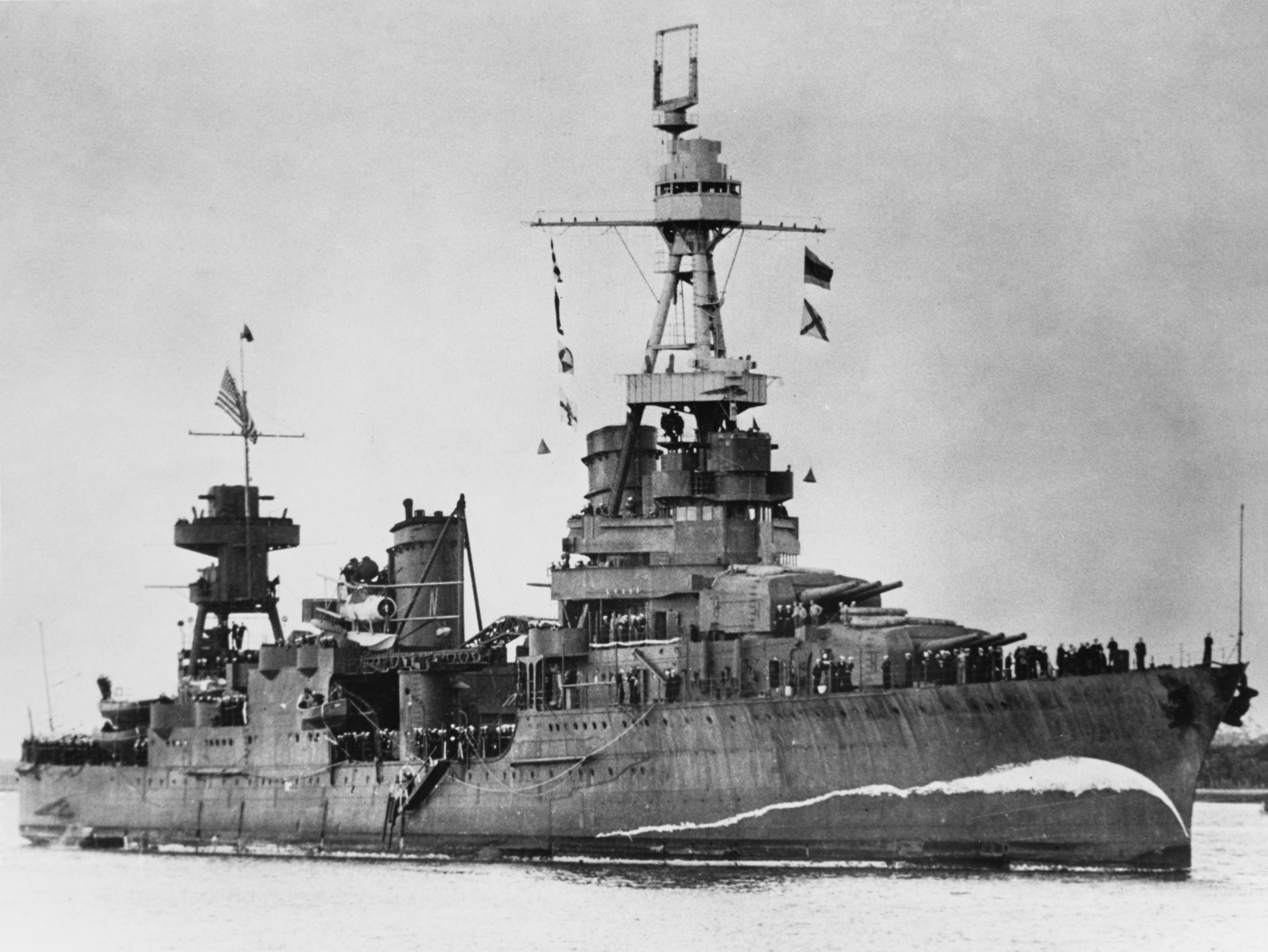
Northampton
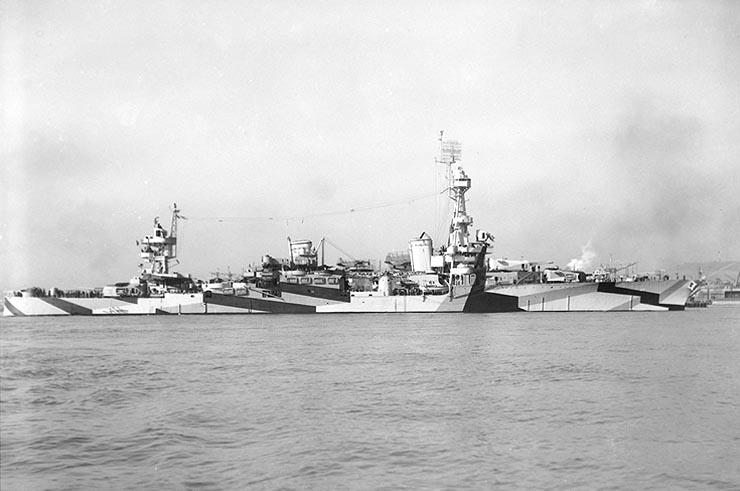
Chester
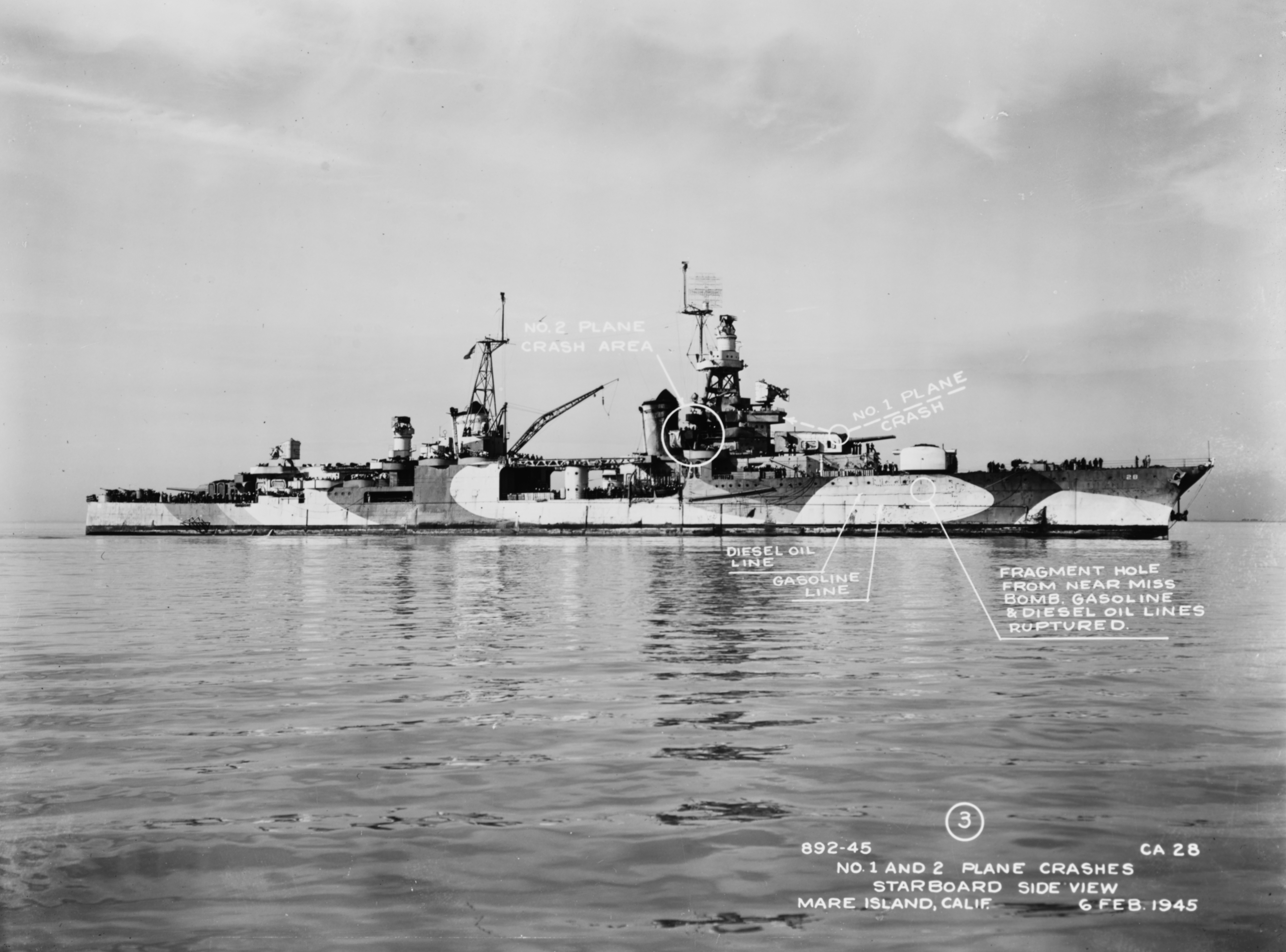
Louisville
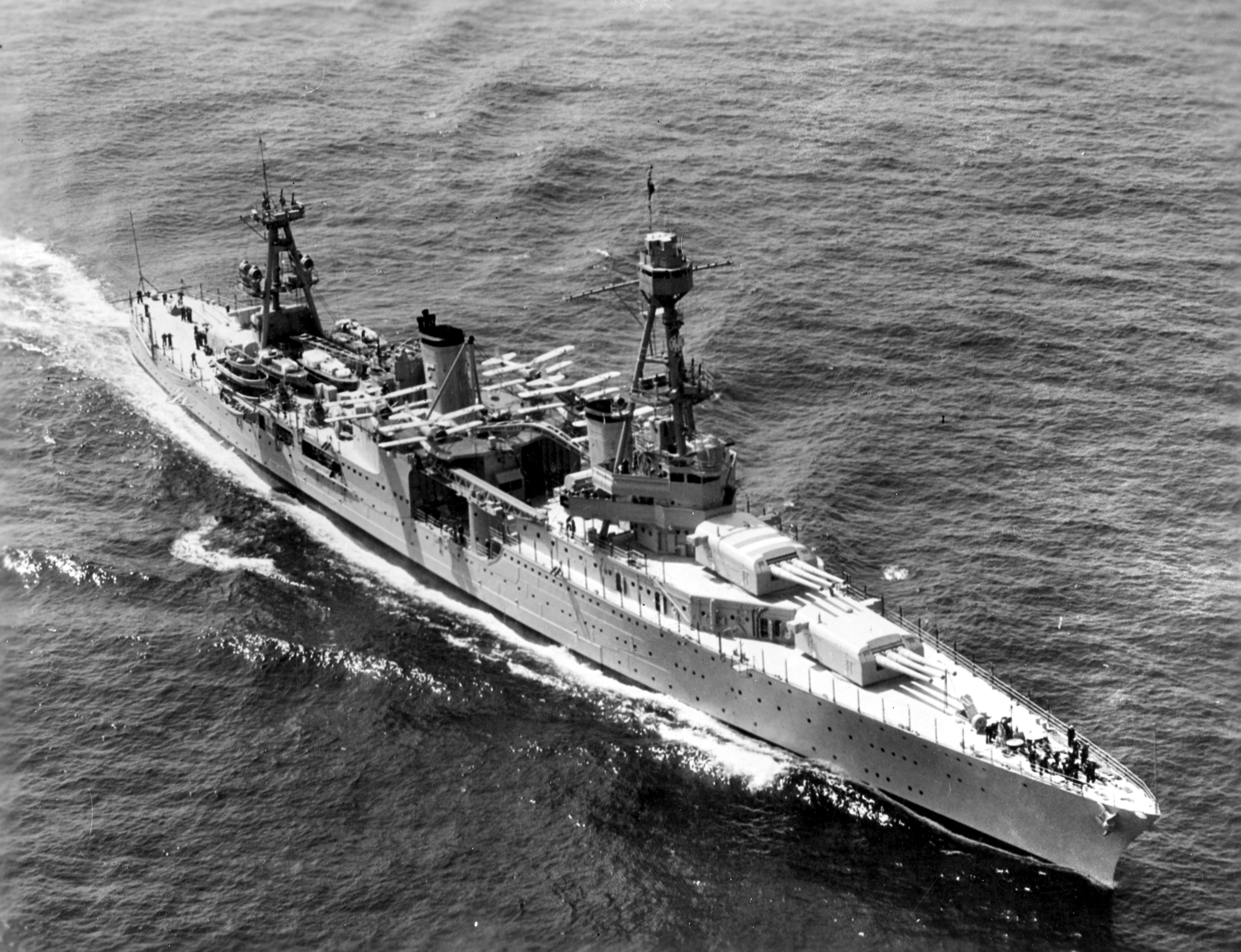
Chicago
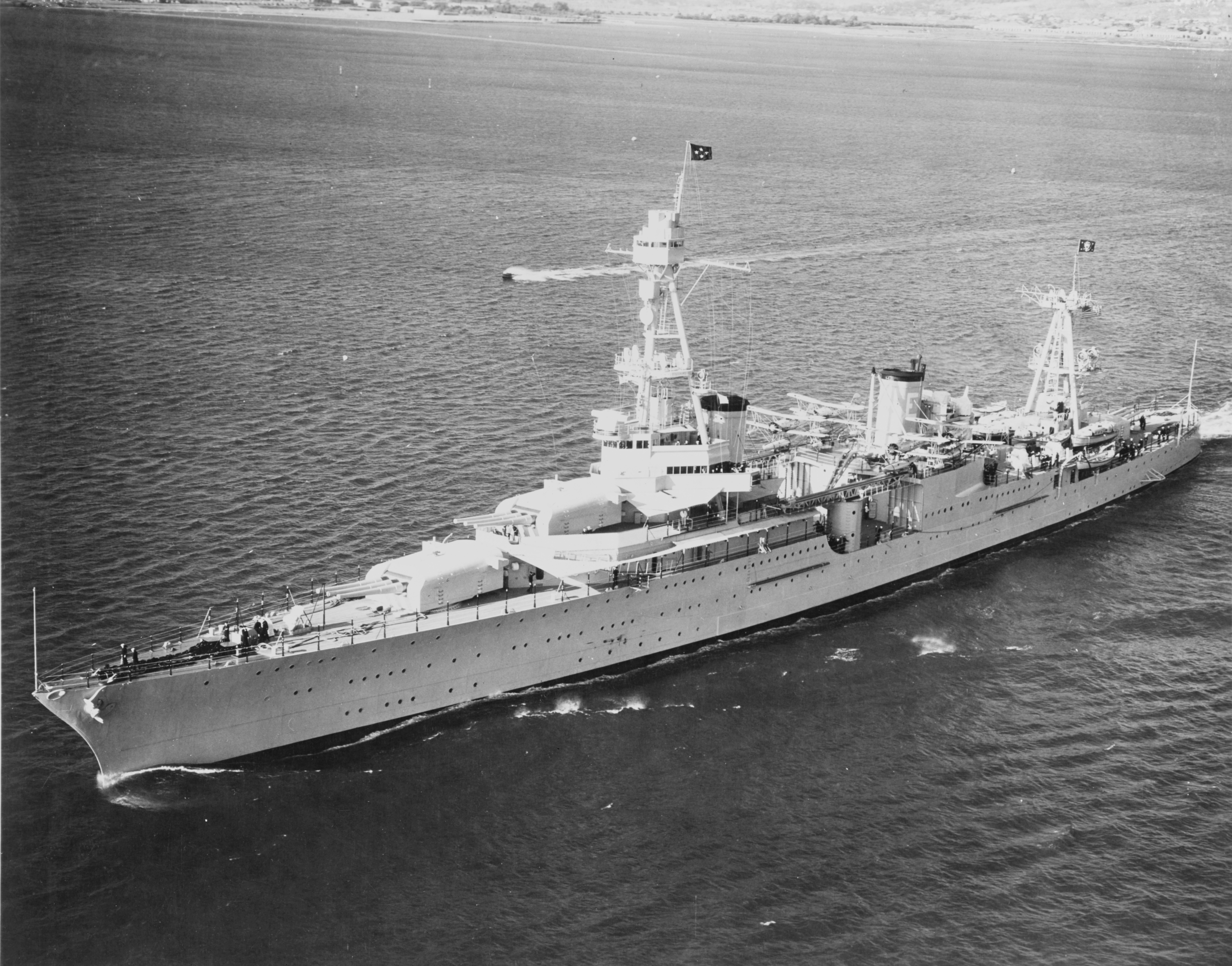
Houston
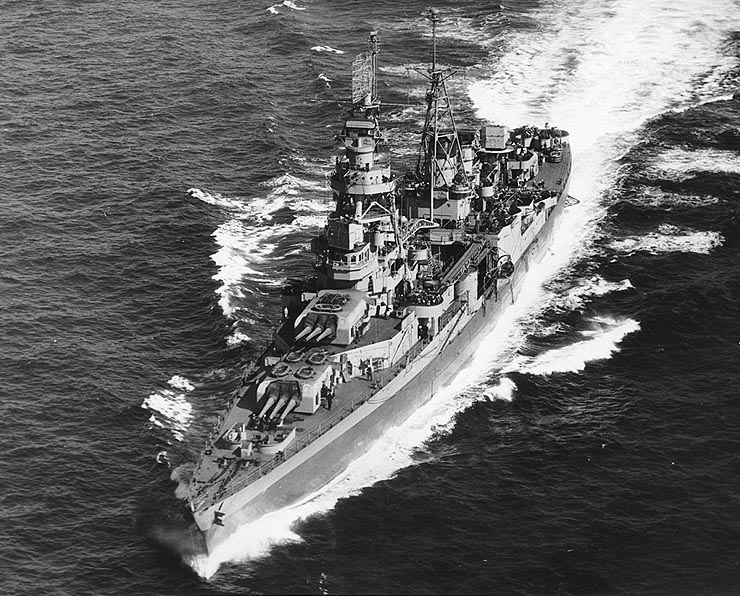
Augusta